# Sanicula orthacantha
Sanicula orthacantha är en flockblommig växtart som beskrevs av Spencer Le Marchant Moore. Sanicula orthacantha ingår i släktet sårläkor, och familjen flockblommiga växter.

## Underarter
Arten delas in i följande underarter:
- S. o. orthacantha
- S. o. pumila
- S. o. stolonifera